# Sterrhochaeta rectilineata
Sterrhochaeta rectilineata är en fjärilsart som beskrevs av W. Warren 1898. Sterrhochaeta rectilineata ingår i släktet Sterrhochaeta och familjen mätare. Inga underarter finns listade i Catalogue of Life.